# 遮湖站
遮湖站（韓語：차호역）是朝鮮民主主義人民共和國咸鏡南道利原郡的一個鐵路車站，属于利原线。

## 邻近车站
利原线
曾山站 - 遮湖站